# Antilles-Guyane
Antilles-Guyane est une appellation parfois rencontrée pour désigner l'ensemble comprenant les régions françaises d'outre-mer situées dans la région du continent américain. Cet ensemble est constitué, d'une part, des deux régions insulaires des Antilles françaises, la Guadeloupe et la Martinique, et, d'autre part, d'une région continentale, la Guyane.
Les trois régions ont formé en 2010 l'Union régionale des Antilles et de la Guyane, une instance commune de réflexion et de concertation